# Tufsteen

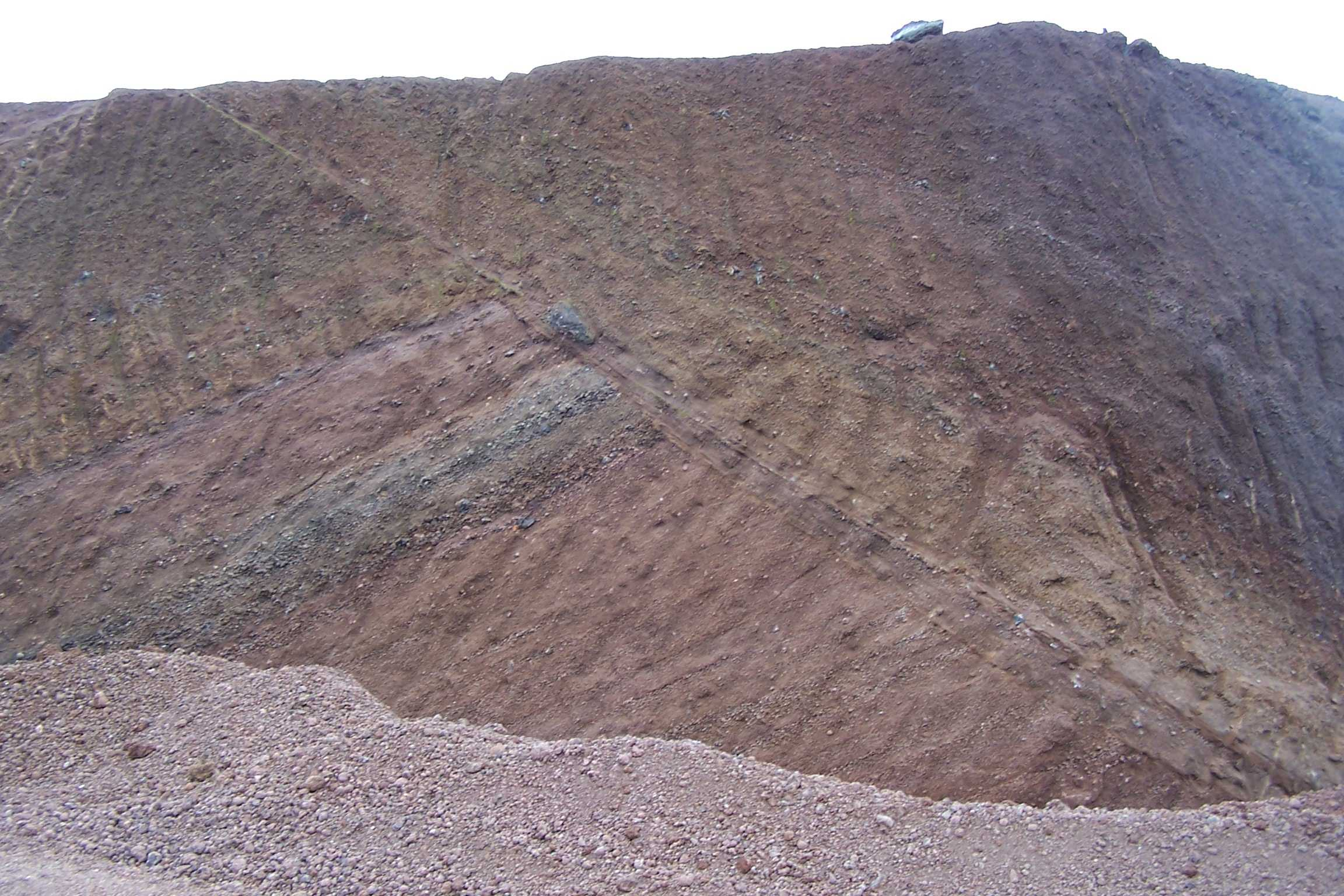
Tuffieten in de Eifel. Jongere tuffiet (rechts) is afgezet over oudere (links). De hoek geeft aan dat ze van verschillende bronvulkanen afkomstig zijn.

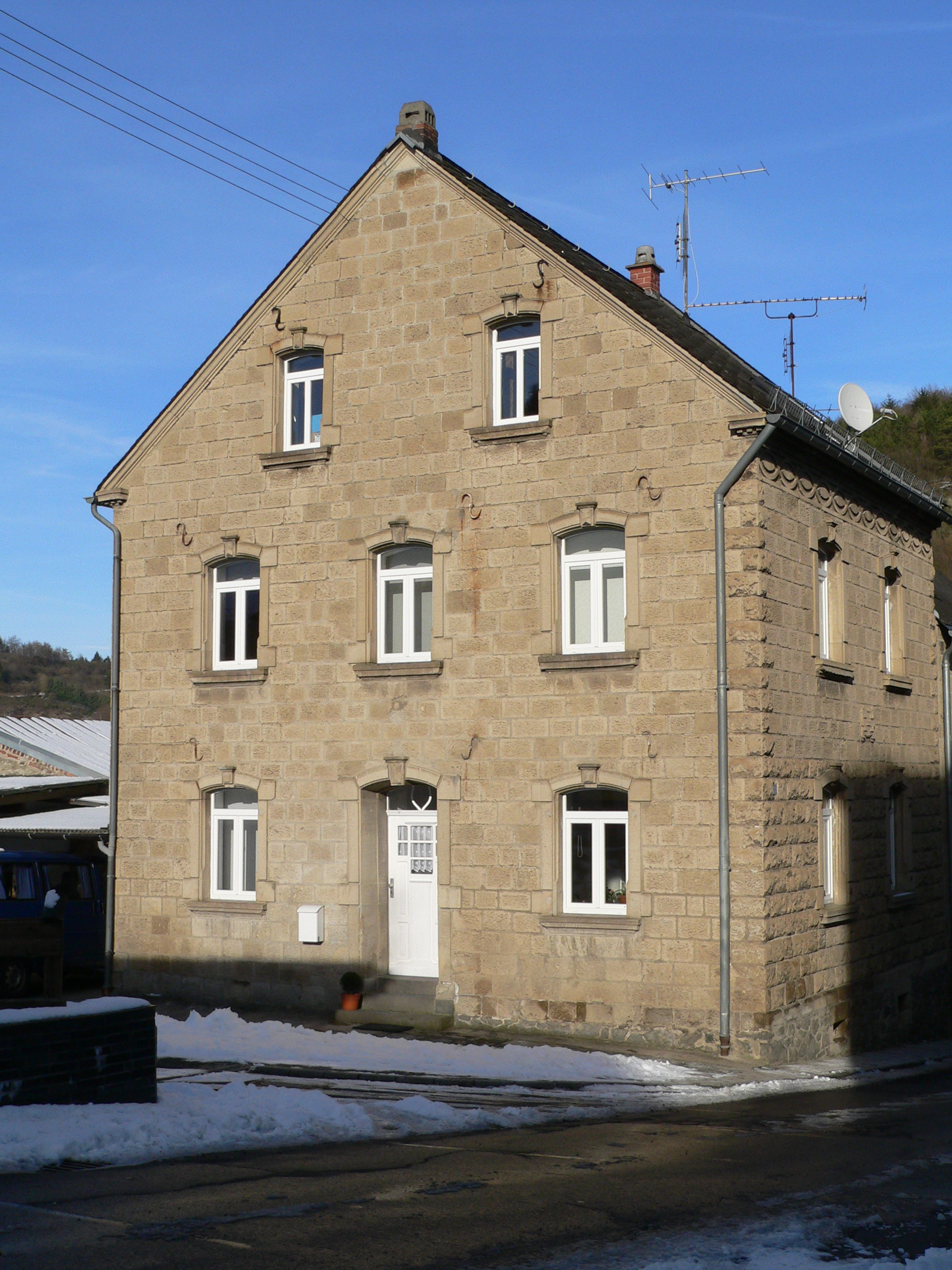
Huis uit Tufsteen, Rieden, Eifel, Duitsland

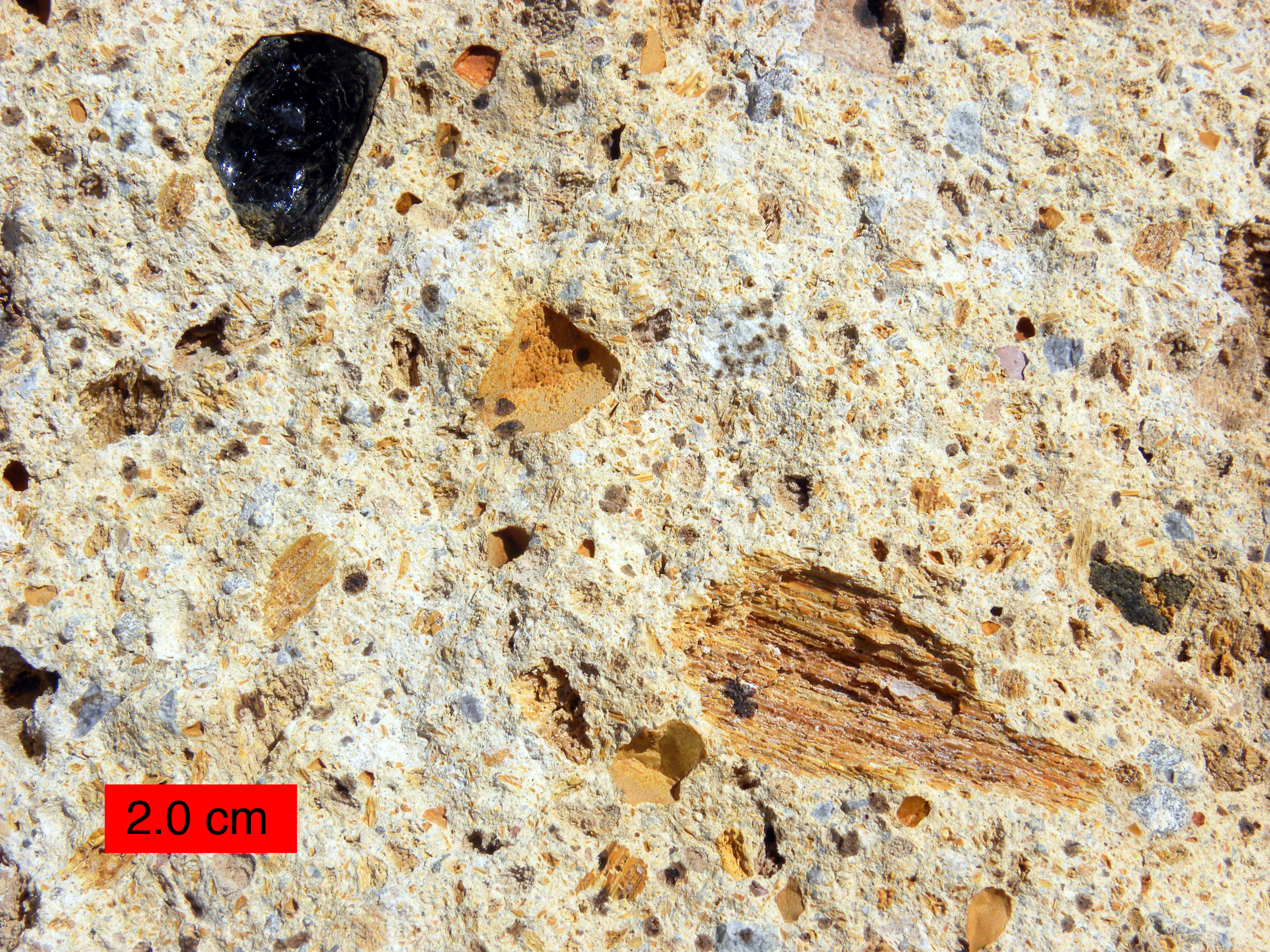
In deze close-up zijn goed verschillende xenolieten te herkennen; restanten van andere gesteenten in een matrix van vulkanische as

Tufsteen, tuf of tuffiet is een sedimentair gesteente van door een vulkaan uitgestoten materiaal. Het kan bestaan uit verschillende componenten, maar het bindende materiaal is vulkanische as. Hierin zijn gesteentefragmenten van de vulkaan of het omringende gesteente te vinden. Brokstukjes tefra in de vorm van lapilli klitten samen met vulkanische as tot tufsteen. Onder andere vulkanisch glas (obsidiaan) wordt in tuffiet aangetroffen.

## Ontstaan
Tuffieten worden afgezet rond explosieve vulkanen. As en puin worden de atmosfeer in gestoten, vaak met materiaal van eerdere afzettingen erbij. Omdat de grootste en zwaarste brokstukken het dichtst bij neervallen, is het materiaal dat het verst van de bron wordt afgezet het fijnst en meest gelijkmatig. Na verloop van tijd verhardt dit puin doordat water in de laag dringt, ermee reageert en er tufsteen ontstaat. Er zijn tufsteenformaties bekend van 230 km² met een gemiddelde dikte van 30 meter.
Geologisch jonge voorbeelden van tufsteenlagen uit het midden-Tertiair tot Pleistoceen zijn onder meer te vinden in de Eifel in Duitsland.

## Gebruik
Tufsteen is een relatief zachte steensoort die gemakkelijk te bewerken is. Gemalen tufsteen noemt men tras, dit wordt toegevoegd aan metselspecie voor een vaster en waterdicht metselwerk.
In de middeleeuwen werd tufsteen vaak gebruikt als bouwmateriaal. In Nederland betrof dit vooral Römer tufsteen uit de omgeving van Mayen. Het werd vooral gewonnen in de Eifel, verscheept vanaf de haven van Andernach en verhandeld via plaatsen als Keulen, Utrecht en Deventer, waarna het over de Rijn en IJssel verder werd verscheept naar bouwplaatsen. Vooral kerken werden in tufsteen gebouwd, maar ook profane gebouwen zoals paltsen en woonhuizen. Tufstenen woonhuizen uit de 12e eeuw in Deventer, Zutphen en Utrecht behoren tot de oudste stenen huizen van Nederland. Vanaf de dertiende eeuw werd tufsteen steeds vaker vervangen door de dichtbij te produceren baksteen.

## Soorten tuf
Er bestaan meer dan 5000 soorten tufsteen, in vele kleurschakeringen en hardheidsgraden, die worden ingedeeld naar de samenstelling (porfiertuf, basalttuf, trachiettuf en leuciettuf) of ofwel naar vindplaats.
In Nederland zijn met name de Duitse tuffen veel toegepast, met name
- Ettringer tufsteen
- Römer tufsteen
- Weiberner tufsteen
- Hasenstoppler tufsteen
- Hohenleihe tufsteen

Recenter is ook de Italiaanse tuf Peperino toegepast:
- Peperino grigio
- Peperino rosato

In meerdere talen heeft de steensoort een naam die verwijst naar peper: pepperstone, pfefferstein.